# Суперкубок России по мини-футболу среди женщин
Суперкубок России по мини-футболу среди женщин — проводящееся с 2023 года соревнование, посредством одного матча определяющее сильнейшую команду среди чемпиона России и обладателя Кубка России.

## Победители
| Год  | Место                             | Победитель                                                    | Счёт | Проигравший                                     |
| ---- | --------------------------------- | ------------------------------------------------------------- | ---- | ----------------------------------------------- |
| 2023 | ФОК «Мещерский» (Нижний Новгород) | Кристалл (Санкт-Петербург) (Чемпион России)                   | 4:1  | Норманочка (Нижний Новгород) (Обладатель Кубка) |
| 2024 | Nova Arena (Санкт-Петербург)      | Кристалл (Санкт-Петербург) (Чемпион России, обладатель Кубка) | 6:1  | Лагуна-УОР (Пенза) (Вице-чемпион России)        |